# Giovanni Urbinati

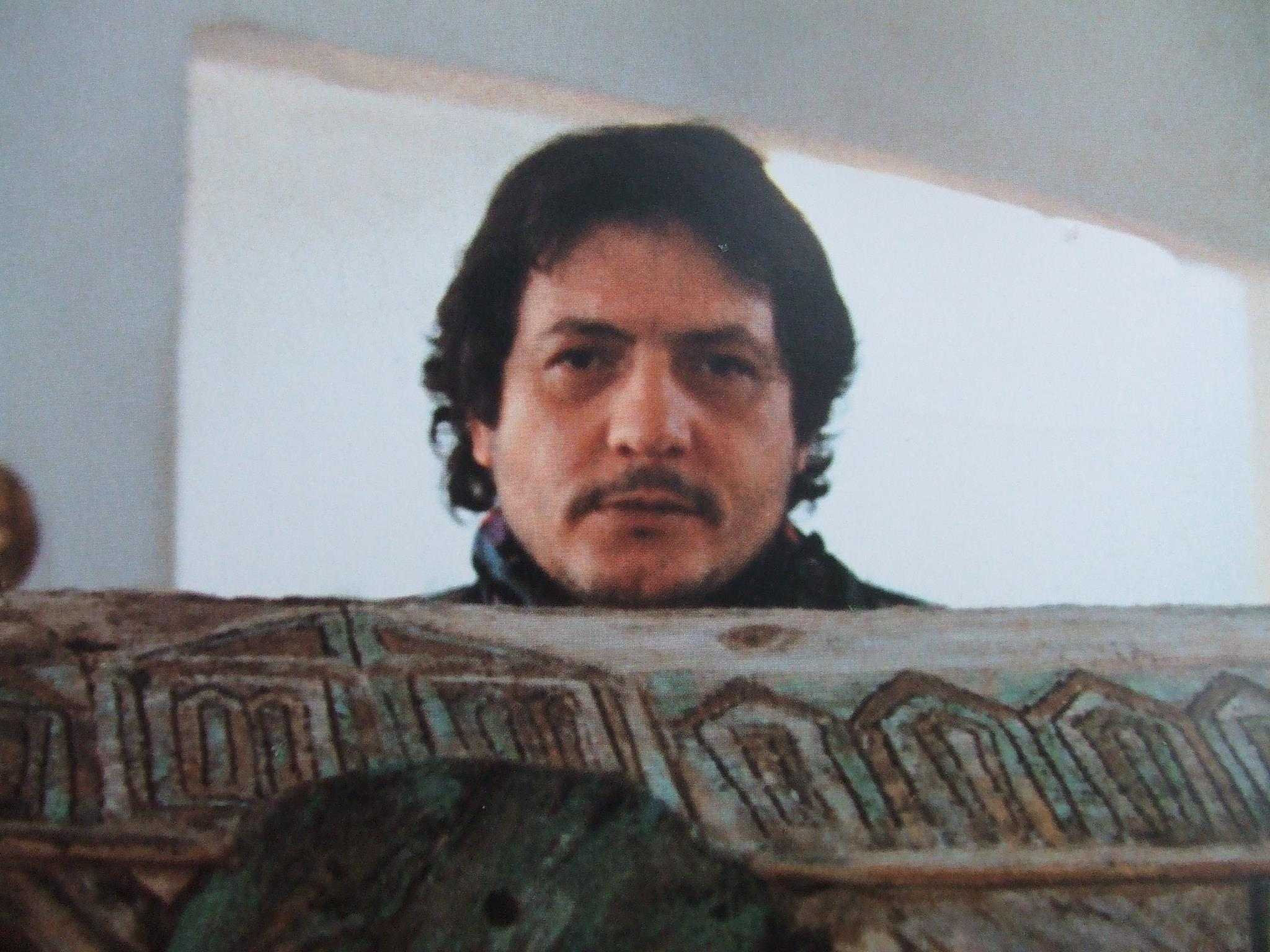
Gio Urbinati dietro una sua opera

Giovanni Urbinati, detto Gio (Rimini, 17 agosto 1946 – Rimini, 2 maggio 2023), è stato un ceramista e scultore italiano.

## Biografia
Iniziò l'attività di ceramista nel 1965 a Rimini presso l'atelier “Ceramica Stella Alpina”. Nel 1969 aprì la sua prima bottega a Rimini e intraprese la sua ricerca sulla materia, sugli smalti e sulle cotture a lustro. 
Modellò e cosse ogni tipo di terra, argilla, gres, porcellana, perfino la terra del suo giardino.
Dal suo incontro con Tonino Guerra nel 1988 ebbe inizio una collaborazione che sfociò nel 1990 nell'allestimento della mostra “La Cattedrale dove va a dormire il mare” alla chiesa sconsacrata di Budrio.
Nel 1991 realizzò a Bascio Alta, vicino a Pennabilli, il "giardino pietrificato" da un'idea di Tonino Guerra: sette tappeti di ceramica ognuno dedicato a un personaggio storico importante per l'Alta Valmarecchia.
Sempre in collaborazione con Tonino Guerra, creò nel 1995 all'interno dell'Orto dei Frutti Dimenticati di Pennabilli, "l'Arco delle favole per gli occhi dell'infanzia".
Nel 2003 elaborò la Grande Foglia per il Palazzo Mareo, il palazzo costruito da Massimiliano Fuksas a Rimini Marina Centro.
Nel 2011 espose nel museo della Città di Rimini presentando la produzione degli ultimi 30 anni.
Alcuni suoi lavori sono presenti alla galleria NerA ContemporaneA di Bologna, al Museo internazionale delle ceramiche in Faenza, al Museo Civico di Gualdo Tadino, al Museo Civico di Pesaro, al Museo delle ceramiche di Castelli e ai Musei Vaticani.